# Connie Nielsen
Connie Inge-Lise Nielsen (Frederikshavn, 3 luglio 1965) è un'attrice danese.
È nota soprattutto per i ruoli di Christabelle Andreoli ne L'avvocato del diavolo (1997), di Lucilla ne Il gladiatore (2000) e Il gladiatore II (2024) e di Ippolita in Wonder Woman (2017).

## Biografia
Nata a Frederikshavn in Danimarca, il padre Brent Nielsen era un autista mentre la madre lavorava in un'impresa di assicurazioni. Connie cresce in un piccolo villaggio mormonico chiamato Elling. Inizia la sua carriera lavorando a fianco di sua madre sulle riviste locali. A 18 anni si reca a Parigi, in Francia, dove lavora come attrice e modella, attività che la porta successivamente a lavorare e a studiare in Italia, a Roma e a Milano, in una master class con Lydia Styx, un'insegnante del Piccolo Teatro di Milano. Vive in Italia per molti anni, prima di trasferirsi negli Stati Uniti, dove ancora risiede, prima a New York e poi a San Francisco.

### Carriera
Il debutto artistico avviene con il film francese Par où t'es rentré? On t'a pas vu sortir (1984) al fianco di Jerry Lewis, seguito da un ruolo nella serie italiana Colletti bianchi (1988). Appare nel film italiano Vacanze di Natale '91 (1991), nel film TV americano Voyage (1993), girato a Malta, e nel film TV francese Le paradis absolument (1994). Si trasferisce negli Stati Uniti nel 1996, su suggerimento del regista sceneggiatore statunitense Lawrence Kasdan, che la consiglia dopo averle effettuato un provino in Francia per il film French Kiss (ruolo poi andato a Meg Ryan). La Nielsen fa la sua prima apparizione in un importante film cinematografico in lingua inglese ne L'avvocato del diavolo (1997), al fianco di Al Pacino e Keanu Reeves, dove interpreta il personaggio luciferino di Cristabella Andreoli. Successivamente interpreta piccoli ruoli nei film Hard Night (1998) con Ben Stiller e Rushmore (1998) con Bill Murray, prima di tornare coprotagonista nel fantascientifico Soldier (1998), inedito in Italia, al fianco di Kurt Russell.

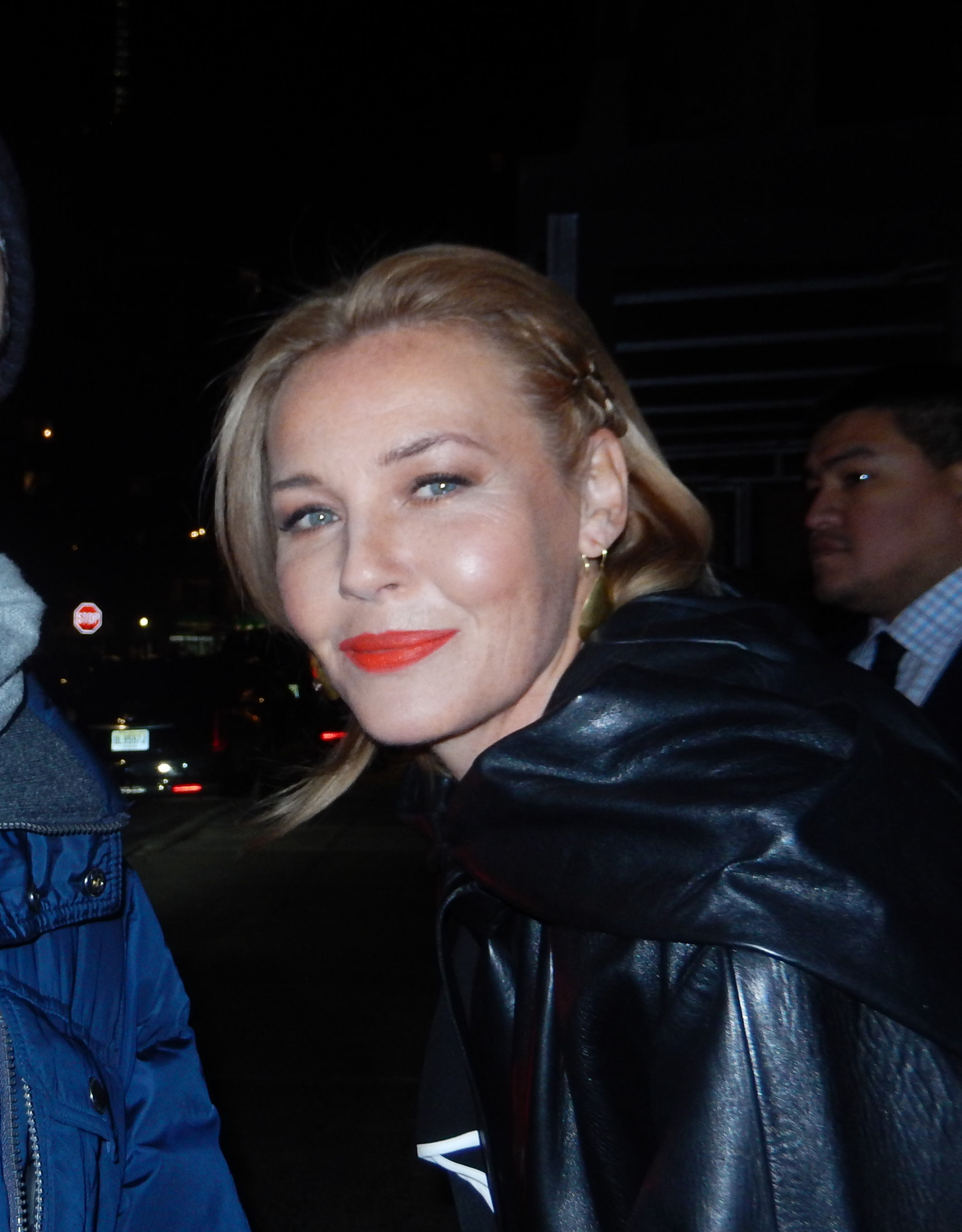
Connie Nielsen nel 2019

Nel 2000 diventa nota al pubblico di tutto il mondo come la principessa Lucilla, coprotagonista del film epico vincitore dell'Oscar Il gladiatore di Ridley Scott, interpretato da Russell Crowe e Joaquin Phoenix. Da allora recita in svariati e importanti film americani dai riscontri altalenanti, tra cui Mission to Mars (2000), One Hour Photo (2002), The Hunted - La preda (2003) e Basic (2003). Contemporaneamente porta avanti una carriera internazionale recitando nel film francese Demonlover (2002), diretto da Olivier Assayas, dove interpreta un'ambigua spia informatica e nel 2004 fa il suo debutto cinematografico nel cinema danese con il dramma Non desiderare la donna d'altri di Susanne Bier, per il quale vince il premio come miglior attrice danese, il Bodil, così come migliore attrice al Festival Internazionale del Cinema di San Sebastian. Inoltre è candidata come miglior attrice agli European Film Awards.
Nel 2006 la Nielsen appare in diversi episodi della serie Law & Order - Unità vittime speciali, interpretando la detective Dani Beck; l'attrice sostituisce la protagonista Mariska Hargitay, in congedo di maternità al momento delle riprese. Tra le altre sue interpretazioni apprezzate dalla critica ci sono quella di una condannata a morte forse innocente nel film L'ora della verità (2004) e quella di una anticonvenzionale madre irlandese che adotta un adolescente orfano nel film indipendente La magia della vita (2009). Ritorna alla ribalta e all'attenzione dei mass-media con la serie TV Boss (2011), interrotta alla seconda stagione nel 2012. Nel 2013 recita nel film Nymphomaniac del regista danese Lars von Trier, e l'anno successivo nel thriller spionistico 3 Days to Kill, dove è la moglie di un ex agente speciale in trasferta parigina, interpretato da Kevin Costner. Torna ancora in TV nel gennaio 2014 nella seconda stagione della serie The Following.

### Vita privata
La Nielsen ha un figlio, Sebastian nato il 26 novembre 1989, dalla relazione con l'attore italiano Fabio Sartor (dal 1988 al 1994) conosciuto sul set della serie TV Colletti bianchi del 1988. Dal 2004 al 2012 è stata legata sentimentalmente a Lars Ulrich, batterista dei Metallica; il 21 maggio 2007 la coppia ha avuto un figlio, Bryce Thadeus Ulrich-Nielsen. La coppia e il figlio, Bryce, così come i due figli di Ulrich avuti dal precedente matrimonio, Myles e Layne, hanno vissuto nella zona di San Francisco.

## Filmografia

### Cinema
- Par où t'es rentré? On t'a pas vu sortir, regia di Philippe Clair (1984)
- Vacanze di Natale '91, regia di Enrico Oldoini (1991)
- L'avvocato del diavolo (The Devil's Advocate), regia di Taylor Hackford (1997)
- Rushmore, regia di Wes Anderson (1998)
- Hard Night (Permanent Midnight), regia di David Veloz (1998)
- Soldier, regia di Paul W. S. Anderson (1998)
- Innocents (Dark Summer), regia di Gregory Marquette (2000)
- Mission to Mars, regia di Brian De Palma (2000)
- Il gladiatore (Gladiator), regia di Ridley Scott (2000)
- One Hour Photo, regia di Mark Romanek (2002)
- Demonlover, regia di Olivier Assayas (2002)
- The Hunted - La preda (The Hunted), regia di William Friedkin (2003)
- Basic, regia di John McTiernan (2003)
- Non desiderare la donna d'altri (Brødre), regia di Susanne Bier (2004)
- L'ora della verità (Return to Sender), regia di Bille August (2004)
- The Great Raid - Un pugno di eroi (The Great Raid), regia di John Dahl (2005)
- The Ice Harvest, regia di Harold Ramis (2005)
- The Situation, regia di Philip Haas (2006)
- Battle in Seattle - Nessuno li può fermare (Battle in Seattle), regia di Stuart Townsend (2007)
- La magia della vita (A Shine of Rainbows), regia di Vic Sarin (2009)
- Lost in Africa (Kidnappet), regia di Vibeke Muasya (2010)
- Perfect Sense, regia di David Mackenzie (2011)
- The Galapagos Affair: Satan Came to Eden, regia di Daniel Geller, Dayna Goldfine (2013), voce
- Nymphomaniac, regia di Lars von Trier (2013)
- 3 Days to Kill, regia di McG (2014)
- Da Tre a Zero (Return to Zero), regia di Sean Harish (2014)
- Un Amore di Famiglia (All Relative), regia di J.C. Khoury (2014)
- The Runner, regia di Austin Stark (2015)
- Le confessioni, regia di Roberto Andò (2016)
- Ali and Nino, regia di Asif Kapadia (2016)
- La donna leone (Løvekvinnen), regia di Vibeke Idsøe (2016)
- Stratton - Forze speciali (Stratton), regia di Simon West (2017)
- Wonder Woman, regia di Patty Jenkins (2017)
- Justice League, regia di Zack Snyder (2017)
- Il ricevitore è la spia (The Catcher Was a Spy), regia di Ben Lewin (2018)
- Music, War and Love (I'll Find You), regia di Martha Coolidge (2019)
- Sea Fever, regia di Neasa Hardiman (2019)
- Wonder Woman 1984, regia di Patty Jenkins (2020)
- Inheritance, regia di Vaughn Stein (2020)
- Io sono nessuno (Nobody), regia di Ilya Naishuller (2021)
- Zack Snyder's Justice League, regia di Zack Snyder (2021)
- A Week in Paradise, regia di Philippe Martinez (2022)
- Ocean Deep, regia di Liza Bolton (2023)
- Origin, regia di Ava DuVernay (2023)
- Gioco di ruolo (Role Play), regia di Thomas Vincent (2024)
- Il gladiatore II (Gladiator II), regia di Ridley Scott (2024)
- Follow Me, regia di Siri Rødnes (2025)
- Io sono nessuno 2 (Nobody 2), regia di Timo Tjahjanto (2025)

### Televisione
- Colletti bianchi, regia di Bruno Cortini – serie TV, 12 episodi (1988)
- Voyage, regia di John Mackenzie – film TV (1993)
- Le Paradis absolument, regia di Patrick Volson – film TV (1994)
- Okavango: The Wild Frontier – serie TV, 16 episodi (1994)
- Law & Order - Unità vittime speciali (Law & Order: Special Victims Unit) – serie TV, 6 episodi (2006)
- Danny Fricke, regia di Michael Dinner – film TV (2008)
- Boss – serie TV, 18 episodi (2011-2012)
- Hemingway & Gellhorn, regia di Philip Kaufman – film TV (2012), non accreditata
- The Following – serie TV, 12 episodi (2014)
- The Good Wife – serie TV, 4 episodi (2014-2015)
- Unveiled, regia di Yves Simoneau – film TV (2015)
- FBI – serie TV, 1 episodio (2018)
- Liberty, regia di Mikael Marcimain – miniserie TV, 5 episodi (2018)
- I Am the Night – miniserie TV, 6 episodi (2019)
- Close to Me, regia di Michael Samuels – miniserie TV, 6 episodi (2021)
- The Dreamer - Becoming Karen Blixen  (Drømmeren), regia di Jeanette Nordahl – miniserie TV, 6 episodi (2022)

## Riconoscimenti
- Candidatura ai Las Vegas Film Critics Society Awards 2000: miglior attrice non protagonista per Il gladiatore
- Empire Awards 2001: miglior attrice per Il gladiatore
- Candidatura ai Blockbuster Entertainment Awards 2001: miglior attrice non protagonista in un film d'azione per Il gladiatore
- Candidatura ai Screen Actors Guild Awards 2001: performance cast per Il gladiatore
- Candidatura agli Academy of Science Fiction, Fantasy & Horror Films 2003: miglior attrice non protagonista per il film One Hour Photo
- Fangoria Chainsaw Awards 2003: terzo posto come miglior attrice protagonista per One Hour Photo
- Festival Internazionale del Cinema di San Sebastián 2004: concha de Plata alla migliore attrice per Non desiderare la donna d'altri
- Zulu Awards 2004: miglior attrice protagonista per Non desiderare la donna d'altri
- Bodil Awards 2005: miglior attrice per Non desiderare la donna d'altri
- Candidatura agli European Film Awards 2005: miglior attrice protagonista per Non desiderare la donna d'altri
- Indianapolis International Film Festival 2005: miglior performance cast per Non desiderare la donna d'altri

## Doppiatrici italiane
Nelle versioni in italiano delle opere in cui ha recitato, Connie Nielsen è stata doppiata da:
- Antonella Giannini in Nymphomaniac, Wonder Woman, Justice League, Wonder Woman 1984, Zack Snyder's Justice League
- Emanuela Rossi in L'avvocato del diavolo, L'ora della verità, The Ice Harvest, Stratton - Forze speciali
- Claudia Catani in One Hour Photo, The Great Raid - Un pugno di eroi, Gioco di ruolo, Il gladiatore II
- Roberta Pellini in The Following, 3 Days to Kill
- Chiara Salerno in Il gladiatore, Basic
- Valentina Stredini in Io sono nessuno, Io sono nessuno 2
- Gabriella Borri in Non desiderare la donna d'altri
- Cinzia De Carolis in Mission to Mars
- Micaela Esdra in The Hunted - La preda
- Sabrina Duranti in Law & Order - Unità vittime speciali
- Stefanella Marrama in Battle in Seattle - Nessuno li può fermare
- Monica Gravina in Lost in Africa
- Alessandra Korompay in Boss
- Germana Pasquero in Demonlover
- Antonella Baldini in La magia della vita
- Alessandra Karpoff in Il ricevitore è la spia
- Rachele Paolelli in FBI
- Anna Radici in Inheritance

Nel film Le confessioni si doppia da sola.